# 照源寺 (尾道市)
照源寺(しょうげんじ)は、広島県尾道市御調町にある浄土真宗本願寺派の仏教寺院である。山号は久本山。備後真宗三大寺院のひとつ。
創建は寛喜元年(1229年)とされる。

## 文化財
木造仏涅槃像(鎌倉時代)・・・国重要文化財（昭和24年2月指定)